# بيت سعد (بني مطر)

تعديل مصدري - تعديل

بيت سعدالله هي إحدى قرى عزلة جنب بمديرية بني مطر التابعة لمحافظة صنعاء، بلغ تعداد سكانها 965 نسمة حسب تعداد اليمن لعام 2004.